# Бова Марія Владиславівна
Марія Владиславівна Бова (Бадуліна) (28 лютого 1988) — українська боксерка-любитель, чемпіонка світу 2012 року та срібна призерка чемпіонату Європи 2011 року.